# Fabian Manning
Pour les articles homonymes, voir Manning.
Fabian Manning, né le 21 mai 1964 à St. Bride's, Terre-Neuve-et-Labrador, est un directeur d'entreprise et homme politique canadien. Il est sénateur canadien de Terre-Neuve-et-Labrador du 2 janvier 2009 au 28 mars 2011 et de nouveau depuis le 25 mai 2011.
Il est député progressiste-conservateur à la Chambre d'assemblée de Terre-Neuve-et-Labrador de la circonscription de St. Mary's - The_Capes de 1993 à 1996 et de la circonscription de Placentia-St. Mary's de 1999 à 2005.
De 2006 à 2008, il siège à la Chambre des communes du Canada sous la bannière du Parti conservateur du Canada comme député d'Avalon.

## Biographie
Né à St. Bride's à (Terre-Neuve-et-Labrador) où il complète ses études secondaires, il fréquente l’école régionale de formation professionnelle de Placentia. Il y obtient un diplôme de charpenterie et de menuiserie. 
Après ses études, il quitte Terre-Neuve pour travailler pendant deux ans à Fort McMurray (Alberta). À son retour, il collabore à l'entreprise familiale, puis s'implique dans plusieurs associations locales et devient coordonnateur de l’Association de développement de la région Cape Shore. 

### Carrière politique
Âgé de 28 ans, il est élu député de la circonscription de St. Mary’s – The Capes à la Chambre d'assemblée de Terre-Neuve-et-Labrador, le 3 mai 1993. Battu en 1996, il revient en politique en se faisant élire dans Placentia – St. Mary’s aux élections générales du 9 février 1999 et du 21 octobre 2003. En novembre 2003, le premier ministre Danny Williams, le nomme whip du caucus progressiste-conservateur, puis il devient secrétaire parlementaire au ministre de l'Éducation, le 1er octobre 2004. En mai 2005, il est exclu du parti et siège comme député indépendant, après avoir critiqué publiquement les politiques de gestion du crabe du gouvernement.
Quelques mois plus tard, il quitte son siège à la législature terre-neuvienne pour se porter candidat conservateur à l'élection fédérale du 23 janvier 2006 dans la circonscription d'Avalon, qu'il remporte par plus de 4 800 voix.
Il perd l'élection de 2008, rejeté par les électeurs d'Avalon. Le premier ministre Stephen Harper le nomme au sénat six semaines plus tard. Il entre en fonction le 2 janvier 2009. Le 28 mars 2011, il quitte le sénat pour se présenter de nouveau comme candidat conservateur dans la circonscription d'Avalon lors des élections fédérales de 2011. Défait de nouveau le 2 mai 2011, il est de nouveau nommé au sénat par Stephen Harper où il reprend ses fonctions le 25 mai 2011.